# Hecataeus (kráter)

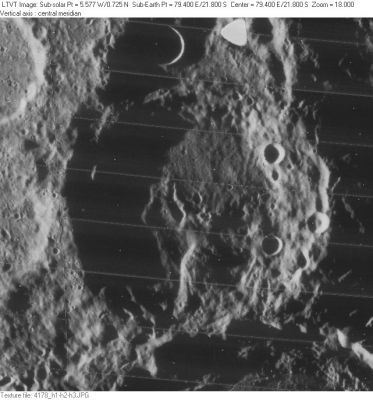

Hecataeus je velký měsíční impaktní kráter, který leží poblíž východního okraje Měsíce. Na severu je val spojen s kráterem Humboldt. Na severovýchodě je menší kráter Gibbs. Na východ od kráteru Hecataeus je řetízek malých kráterů tvořících linii kolmo k Humboldtovi. Řetízek je pojmenován jako Catena Humboldt.
Hecataeus je zerodovaná a rozrušená pláň se širokými vnitřními stěnami. Jeho severní část leží nad polovinou Hecataea K (76km), což je poměrně výrazný kráter. Na východním okraji a vnitřních stěnách kráteru je několik malých kruhových kráterů. Západní okraj je mnohem méně poškozený, i když je stále hodně zerodovaný. Severní část dna kráteru je relativně nevýrazná.